# مانیتور کلاس سیکلوپ
مانیتور کلاس سیکلوپ (به انگلیسی: Cyclops-class monitor) یک کلاس از کشتی است که طول آن ۲۲۵ فوت (۶۸٫۶ متر) می‌باشد.